# Morón (Buenos Aires)
Morón és la ciutat capçalera del partido de Morón, a la província argentina de Buenos Aires, i està situada a l'oest de la Ciutat de Buenos Aires.
Els primers pobladors d'aquestes terres van ser els querandíes, poble aborigen nòmada. La presència d'un curs d'aigua com és el rierol Morón a la zona va ser un punt d'atracció per a aquestes poblacions.
Després d'haver refundat Buenos Aires, Juan de Garay va repartir les terres de la zona, deixant com a primer amo d'aquests lares el capità Juan Ruiz de Ocaña. La zona de l'actual Morón va ser privilegiada quant a camins, ja que aviat es va trobar connectada al Camí ral que anava des de Buenos Aires a Còrdova, i al començament del segle xvii s'havien construït alguns camins secundaris. Fins a 1740 la zona va estar exposada als malones i es creu que fins llavors va existir un fortí en el lloc.
El 2010 la ciutat tenia 122 .642 habitants. La ciutat de Morón es troba a la zona oest del Gran Buenos Aires, a 17 quilòmetres de la ciutat de Buenos Aires, capital nacional. La seva altura mitjana sobre el nivell del mar és de 26 m.
Limita al sud per l'Av. Don Bosco amb les localitats de Rafael Castillo i Vila Luzuriaga (La Matanza), a l'est amb la ciutat de Haedo pels carrers Juan Martín de Pueyrredón i Dr. Guillermo Rawson, i al nord i oest amb la ciutat de Castelar per les Avdas. la Cañada de Juan Ruiz, Bernardo de Irigoyen, Marcelino Ugarte i Eva Perón.